# UFC 227
UFC 227: Dillashaw vs. Garbrandt 2 fue un evento de MMA producido por Ultimate Fighting Championship que se llevó a cabo en el Staples Center en Los Ángeles (California) el 4 de agosto de 2018.

## Antecedentes
Una revancha por el Campeonato de peso gallo entre el actual dos veces camepeón T.J. Dillashaw y el excampeón Cody Garbrandt encabezan el evento. Ambos entrenaron en TUF 25 antes de conocerse en el evento coestelar de UFC 217. Cuando pelearon, Dillashaw ganó con un nocaut en el segundo round para reclamar de nuevo el título.
Una revancha por el Campeonato de peso mosca entre el actual campeón Demetrious Johnson y el medallista de oro olímpico en 2008 en lucha libre Henry Cejudo también co-encabezó el evento. Se conocieron previamente en UFC 197, donde Johnson derrotó a Cejudo en la primera ronda por TKO para defender su título.
Se esperaba que Derek Brunson enfrentara al ganador de The Ultimate Fighter: Brazil 3 Antônio Carlos Júnior en el evento. Aun así, Brunson fue sacado de la pelea a comienzos de julio por una lesión en el ojo. A su vez, Carlos Júnior fue removido de la cartelera y se espera que sea reprogramado para un evento futuro.
Bharat Khandare fue programado para enfrentar a Wuliji Buren en el evento. Aun así, Khandare fue retirado de la cartelera el 18 de julio por razones desconocidas y reemplazado por Marlon Vera.
Una pelea de peso semipesado entre los ex-retadores al campeonato de peso semipesado de UFC Volkan Oezdemir y Alexander Gustafsson se esperaba que tomara lugar en el evento. Pero el 19 de julio, se anunció que Oezdemir sufrió una lesión de nariz. Además, Gustafsson abandonó la cartelera el 22 de julio debido a una lesión menor.
Se esperaba que Benito Lopez enfrentara a Ricky Simon en el evento. Sin embargo, Lopez fue sacado de la pelea el 24 de julio debido a una lesión desconocida y fue reemplazado por el recién llegado Montel Jackson.
El 1 de agosto, la pelea de peso gallo entre Bethe Correia e Irene Aldana fue removida del evento debido a una lesión sufrida por Correia.

## Resultados
1. ↑  Por el Campeonato de Peso Gallo de UFC.
2. ↑  Por el Campeonato de Peso Mosca de UFC.

## Premios extra
Los siguientes peleadores recibieron $50,000 en bonificaciones:
- Pelea de la noche: Henry Cejudo vs. Demetrius Johnson
- Actuación de la noche: T.J. Dillashaw y Renato Moicano

## Reporte de pago
Lo siguiente es el pago reportado a los peleadores por parte de la Comisión Atlética del Estado de California (CSAC). Esto no incluye dinero de patrocinadores ni tampoco incluye el premio extra de pelea de la noche dado por UFC.
- TJ Dillashaw: $350,000 (no ganó bonos) derr. Cody Garbrandt: $200,000
- Henry Cejudo: $108,000 (no ganó bonos) derr. Demetrious Johnson: $380,000
- Renato Moicano: $52,000 (incluye $26,000 de bonos) derr. Cub Swanson: $90,000
- J.J. Aldrich: $36,000 (incluye $18,000 de bonos) derr. Polyana Viana: $12,000
- Thiago Santos: $96,000 (incluye $48,000 de bonos) derr. Kevin Holland: $13,000
- Pedro Munhoz: $84,000 (incluye $42,000 de bonos) derr. Brett Johns: $22,000
- Ricky Simon: $24,000 (incluye $12,000 de bonos) derr. Montel Jackson: $10,000
- Ricardo Ramos: $28,000 (incluye $14,000 de bonos) derr. Kyung Ho Kang: $16,000
- Sheymon Moraes: $20,000 (incluye $10,000 de bonos) derr. Matt Sayles: $10,000
- Alex Perez: $28,000 (incluye $14,000 de bonos) derr. Jose Torres: $14,000
- Weili Zhang: $28,000 (incluye $14,000 de bonos) derr. Danielle Taylor: $20,000
- Marlon Vera: $64,000 (incluye $32,000 de bonos) derr. Wuliji Buren: $10,000